# Zoziv, Lîpoveț
Zoziv (în ucraineană Зозів) este localitatea de reședință a comunei Zoziv din raionul Lîpoveț, regiunea Vinnița, Ucraina.

## Demografie
Componența lingvistică a localității Zoziv
     Ucraineană (99,58%)
     Alte limbi (0,42%)
Conform recensământului din 2001, majoritatea populației localității Zoziv era vorbitoare de ucraineană (99,58%), existând în minoritate și vorbitori de alte limbi.

## Legături externe
- pl Zozów (1) în Dicționarul geografic al Regatului Poloniei și al altor țări slave, volum XIV (Worowo — Żyżyn) 1895